# Varistore

Curve caratteristiche tensione (U/V) - corrente (I/A) di varistori in ZnO e SiC

Il varistore è un componente elettronico che serve a proteggere gli altri componenti di un dispositivo elettronico da fenomeni transitori di sovratensione. Il suo comportamento può essere rappresentato da un resistore (non lineare) che, superata la tensione caratteristica per cui è progettato, abbassa bruscamente la sua resistenza in modo che il disturbo venga fortemente attenuato (sono infatti chiamati anche VDR, sigla di Voltage Dependent Resistor: resistore variabile con la tensione) scaricandolo a terra. Il comportamento dei varistori risulta simmetrico: valgono le stesse caratteristiche sia con tensioni positive sia negative. Il loro comportamento assomiglia a quello di due diodi Zener in antiserie (due diodi Zener in serie ma collegati con polarità opposta).
Materiali semiconduttori come carburo di silicio (SiC), Selenio (Se), ossido di zinco (ZnO), e Silicio (Si) possono essere usati nella realizzazione di varistori.
Il tipo più comune di varistore è realizzato in ossido di zinco. Il carburo di silicio, usato in passato, ha una caratteristica meno efficace come si può vedere dai diagrammi tensione / corrente (l'ossido di zinco conferisce alla curva di risposta del varistore alla tensione, una forma più squadrata: questo permette di determinare in modo più preciso la soglia della tensione alla quale il varistore deve intervenire per bloccare un impulso di sovratensione).
Nei circuiti elettronici è collegato sempre in parallelo alla tensione di rete e si trova sempre all'inizio del circuito, subito dopo il fusibile e ad eventuali elementi di filtraggio della tensione di rete.

## Varistori in ossido di metallo

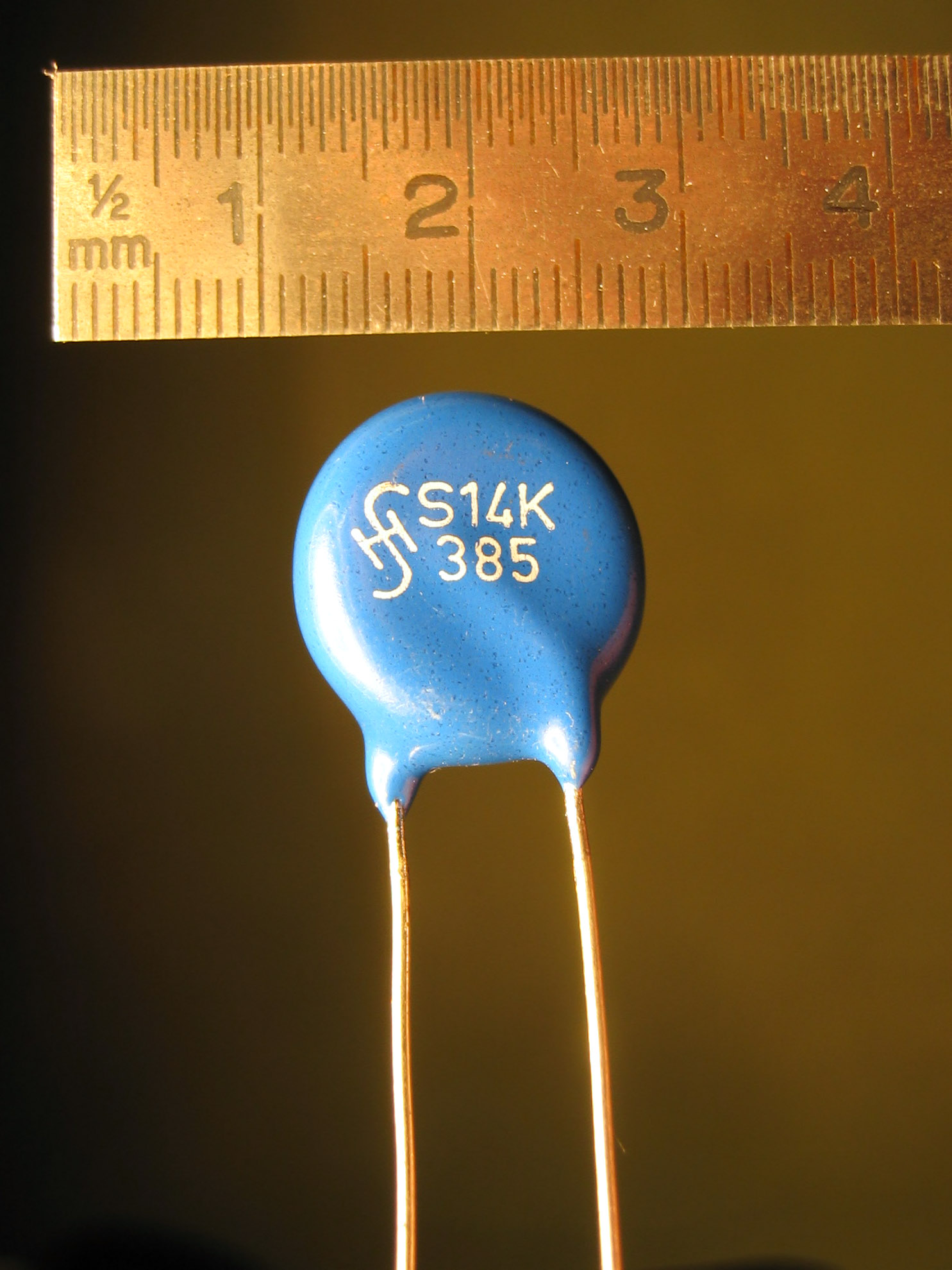
Varistore in ossido di metallo con sigla S14K385. Costruito negli anni ottanta, con il vecchio logo della Siemens. 14 è il diametro del disco; 385 è la massima tensione efficace applicabile.

Il tipo più comune, per piccole potenze, è il varistore in ossido di metallo (Metal Oxide Varistor. Acronimo: MOV) e in particolare in ossido di zinco con piccole quantità di altri ossidi metallici (bismuto, cobalto, manganese). È costituito da una massa ceramica di grani di ossido di zinco compressi tra due superfici metalliche circolari (gli elettrodi a cui sono saldati i reofori di connessione). La superficie di contatto tra ciascun grano e quello adiacente forma un diodo a giunzione (vedi la voce Diodo e in particolare il paragrafo Diodo Zener) che permette alla corrente di scorrere in una sola direzione (giunzione polarizzata direttamente). L'insieme dei grani disposti in modo casuale è equivalente a una rete elettrica di diodi connessi in antiserie e ciascuna coppia connessa in parallelo a molte altre coppie di diodi. Quando tra gli elettrodi viene applicata una bassa tensione si ottiene una corrente moderata dovuta al parallelo dei diodi connessi con polarità inversa. Quando si applica una tensione elevata i diodi polarizzati in modo inverso vanno in forte conduzione (fenomeno chiamato break down o effetto valanga) e la corrente che scorre tra gli elettrodi diventa intensa. Quindi il MOV presenta un'alta resistenza alle basse tensioni e una bassa resistenza alle alte tensioni.
Il varistore collegato tra i terminali della linea che si vuole proteggere (ad esempio l'alimentazione di un dispositivo elettronico) resta inattivo fino a quando la tensione ai suoi capi resta al di sotto della clamping voltage (tensione di bloccaggio). Quando questa tensione viene superata, per la presenza di un transitorio di sovratensione, il varistore interviene bloccando il disturbo senza restare danneggiato dal sovraccarico purché si resti nei limiti delle caratteristiche definite Absolute Maximum Ratings riportate nel datasheet del componente.

## Parametri caratteristici per dispositivi di piccola potenza
| In inglese                                                  | Chiarimenti |
| ----------------------------------------------------------- | --- |
| (Absolute) Maximum Ratings (Ta = 25 °C)                     | Caratteristiche massime (da non superare) e temperatura ambiente del dispositivo per cui sono valide (per temperature maggiori spesso intervengono diagrammi detti di derating che limitano ulteriormente tali valori al crescere della temperatura) |
| Continuous                                                  | Caratteristiche "continue" ("continue" nel senso che il dispositivo può sopportarle in modo permanente) |
| RMS Voltage (volt) Vm (AC)                                  | Valore efficace della massima tensione alternata di non intervento |
| DC Voltage (volt) Vm (DC)                                   | Massimo valore della tensione continua di non intervento |
| Transient                                                   | Caratteristiche del (o dei) transitori sopportati senza danno |
| Energy (10/1000 µs) (Joules)                                | Energia massima del transitorio in joule. Impulso esponenziale di 10 µs di salita e 1000 µs di discesa |
| Peak Current (8/20 µs) (Amps)                               | Picco massimo di corrente in ampere |
| Characteristics                                             | Caratteristiche tipiche |
| Nominal Varistor Voltage @ 1mA DC Test Current (volt)       | Tensione tipica in volt a cui il varistore comincia a intervenire (punto del "ginocchio"; vedi diagramma tensione-corrente, in cui la corrente sale a 1 mA)                                                                                          |
| Maximum Clamping Voltage, VC @ Test Current (8/20µs) (volt) | Massima tensione di bloccaggio misurata con una corrente esponenziale di 8 µs di salita e 20 µs di discesa |
| Transient Power Dissipation (Watts)                         | Massima potenza del disturbo in watt |
| Ctyp (1 kHz) pF                                             | Capacità tipica che il componente presenta tra i reofori alla frequenza di 1 kHz |
| Case Diameter                                               | Diametro del disco (ed eventuali altre caratteristiche meccaniche) |

Spesso i dati sono integrati da diagrammi che definiscono l'"aspettativa di vita" (life expectancy charts) che mettono in relazione corrente, tempo e numero di impulsi transitori di intervento.

## Tipi di disturbo elettrico
In base alle modalità di accoppiamento, i disturbi vengono classificati in:
- Disturbi longitudinali o di modo comune quando i conduttori presentano gli stessi accoppiamenti con la sorgente della perturbazione e si genera una sovratensione fra i conduttori e la terra (rimanendo invariata la tensione fra gli stessi);
- Disturbi trasversali o di modo differenziale quando i conduttori presentano un diverso accoppiamento con la sorgente e si instaura una sovratensione fra i conduttori stessi.

In generale sono i disturbi longitudinali quelli più distruttivi poiché a essi normalmente è associato un contenuto energetico più elevato.
Sulle linee di trasmissione dati, spesso è necessaria la protezione anche contro le sovracorrenti indesiderate di carattere persistente. Le protezioni vanno installate il più vicino possibile alle apparecchiature o all'impianto da proteggere. Inoltre è necessario che venga realizzato un buon collegamento, con conduttori di sezione opportuna, con l'impianto di terra.

## MOV in condizioni di sovraccarico
Quando l'impulso transitorio è troppo grande e non rientra nelle "(Absolute) Maximum Ratings" il MOV può degradarsi in modo non rilevabile a vista (di solito con un ampliamento della tensione di bloccaggio). Se il transitorio ha un'energia molto al di sopra delle caratteristiche estreme previste si può manifestare un danno grave e pericoloso: fusione del componente, principio di incendio, ecc..
Per questo, oltre a scegliere un componente con caratteristiche che tengano conto dei disturbi effettivi presenti nel circuito da proteggere, è bene prevedere un fusibile (o analogo dispositivo) dimensionato in modo che intervenga con sicurezza prima che il MOV subisca dei danni.

## Confronto tra varistori e altri soppressori di transitori
| Tipo                                 | Capacità di protezione (tipica) | Tempo di vita - numero di impulsi         | Tempo di risposta             | Capacità tra i reofori              | Corrente di perdita (approssimativa) |
| ------------------------------------ | ------------------------------- | ----------------------------------------- | ----------------------------- | ----------------------------------- | ------------------------------------ |
| Varistore in ossido di metallo (MOV) | Fino a 70.000 A                 | @ 100 A, impulso di 8x20 µs: 1000 impulsi | Sotto il nanosecondo (Nota 1) | Tipicamente: 100 ÷ 1000 pF (Nota 2) | 10 µA                                |
| Diodo a valanga                      | 50 A                            | @ 50 A, impulso di 8x20 µs: infinito      | Sotto il nanosecondo          | 50 pF                               | 10 µA                                |
| Tubo a scarica di gas                | > 20.000 A                      | @ 500 A, impulso di 8x20 µs: 200 impulsi  | < 5 µs                        | < 1 pF                              | ≈ pA                                 |

Nota 1: Il tempo di risposta dei MOV è piuttosto ambiguo in quanto non è definito uno standard di misura. L'affermazione "Sotto il nanosecondo" si basa sulla risposta a un transitorio con tempo di salita di 8 µs e che quindi consente al dispositivo un ampio tempo di attivazione. Se soggetto a transitori molto veloci (con tempi di salita inferiori al nanosecondo) il tempo di risposta varia tra 40 e 60 ns.
Nota 2: la capacità tipica dei varistori di uso comune a disco (di diametro tra i 7 e i 20 mm) varia tra i 100 e i 1000 pF. Sono disponibili varistori più piccoli con capacità dell'ordine del pF per proteggere ad esempio i telefoni cellulari. Tuttavia la protezione che sono in grado di offrire (in termini di energia e corrente dei transitori) è più limitata a causa delle ridotte dimensioni.

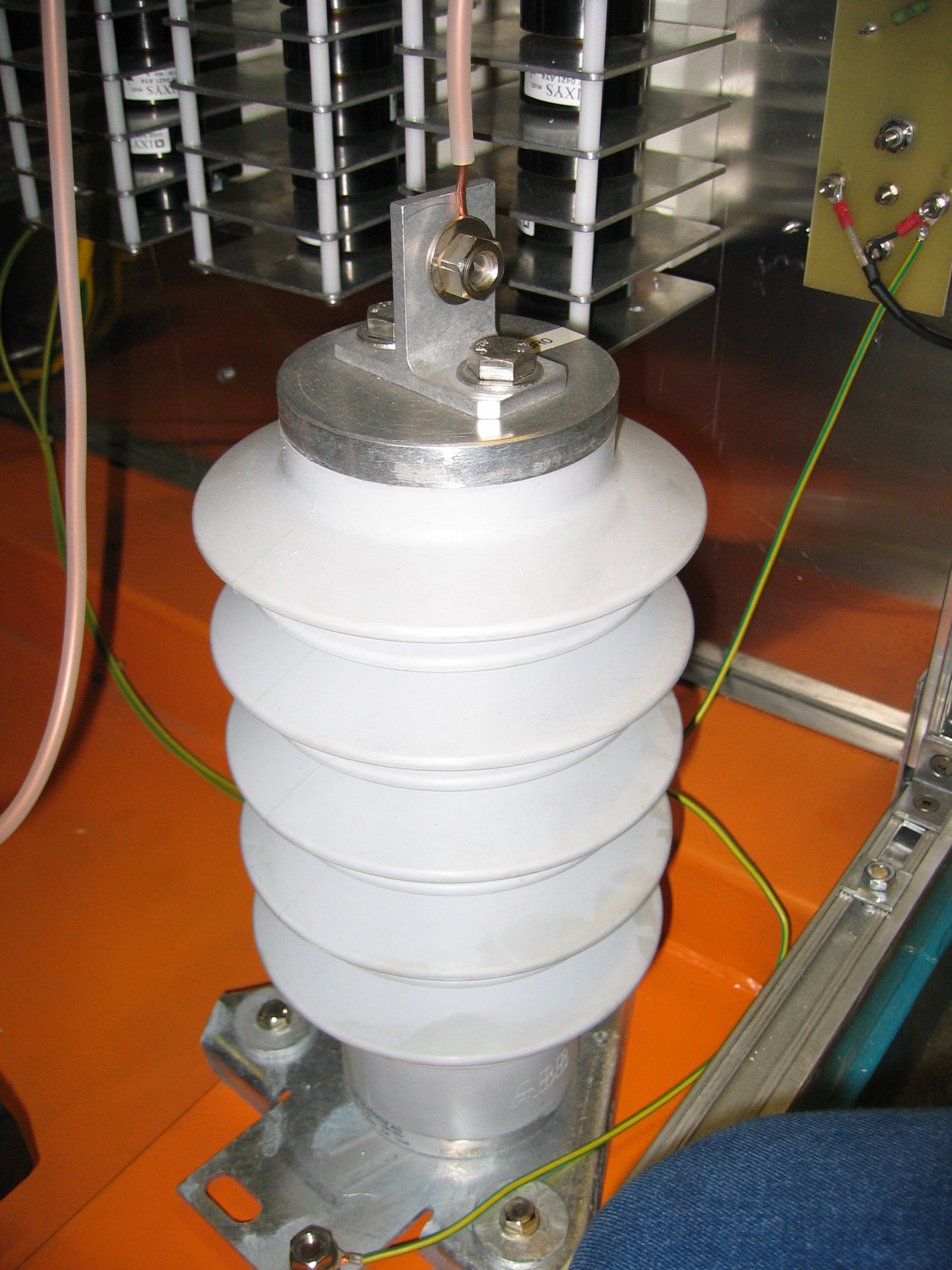
Varistore di grande potenza